# Вахкотпухилъёган
Вахкотпухилъёган (устар. Вах-Кото-Пугол-Ёган) — река в Ханты-Мансийском АО России. Устье реки находится в 535 км по правому берегу реки Вах. Длина реки составляет 14 км.

## Данные водного реестра
По данным государственного водного реестра России относится к Верхнеобскому бассейновому округу, водохозяйственный участок реки — Вах, речной подбассейн реки — бассейн притоков (Верхней) Оби от Васюгана до Ваха. Речной бассейн реки — (Верхняя) Обь до впадения Иртыша.